# 拝啓!!鉄道人
拝啓!!鉄道人（はいけい てつどうじん）は、テレ朝チャンネルで2007年10月から2012年12月まで放送されていた鉄道バラエティ番組。

## 概要
鉄子こと豊岡真澄が、師匠ともいえるホリプロマネージャーの南田裕介とともに、鉄道を愛する「鉄道人」に話を伺う鉄道トークバラエティ番組としてスタート。第一シリーズは全12回。その後2008年7月に「特別編」が放送された。2008年8月、#13より新シリーズがスタートし、「鉄道に熱きオマージュを捧げる鉄道番組」となった。引退した豊岡にかわり森田涼花がレギュラーとなり南田と共に2012年末の番組終了まで全国各地の鉄道名所を旅した。森田は鉄子初心者なので南田の暴走による独走の進行がほとんどとなった。更には森田の出演が無い、もしくは一部出演だけの回も何度も放送された。
番組の本放送終了後もテレ朝チャンネル2にて再放送が行われている（2018年1月現在）。

## 放送時間
2週間ごとに番組内容が更新される（初回時）。
- 第一シリーズ（2007年10月14日〜2008年3月30日）#1〜#12

隔週日曜 24:30 - 25:00（初回放送）
隔週月曜 18:30 - 19:00
隔週金曜 22:30 - 23:00
- 第二シリーズ（2008年8月27日〜2009年2月26日）#13〜#24

隔週木曜 23:00 - 23:30（初回放送）
隔週日曜 5:55 - 6:25
隔週日曜 25:30 - 26:00
- 第三シリーズ（2009年7月11日〜2009年12月26日）#25〜#36

隔週土曜 24:30 - 25:00（初回放送）
隔週日曜 6:00 - 6:30
隔週水曜 25:20 - 25:50
- 第四シリーズ（2010年3月20日〜2010年9月18日）#37〜#49

隔週土曜 24:30 - 25:00（初回放送）
隔週水曜 25:25 - 25:55
- 2010SP（2010年10月16日）2011年1月に再放送あり。

　　　　　10:00 – 11:00
- 第五シリーズ（2011年1月15日〜2011年7月2日）#50〜#61

隔週土曜 24:30 - 25:00（初回放送）
- 2011SP（2011年10月15日）18:00 - 19:00
- 第六シリーズ（2011年11月5日〜2012年4月21日）#62〜#73

隔週土曜 24:30 - 25:00（初回放送）
隔週水曜 25:25 - 25:55
- 第七シリーズ（2012年8月11日〜2012年12月29日）#74〜#85

隔週土曜 24:30 - 25:00（初回放送）
隔週水曜 25:25 - 25:55
- 再放送

毎週金曜 22:00 – 22:30（〜2010年5月）
毎週金曜 23:00 – 23:30（2010年6月〜）
毎週金曜 25:00 - 25:30
- 以前の再放送

毎週金曜 24:30 - 25:00 （2008年9月19日より#1から）
2016年10月からテレ朝チャンネル2にて、順不同で曜日、時間もバラバラに再放送中

## 出演ゲスト（放送内容）
- #1, 2 スーパーベルズ （車掌DJ 野月貴弘、保線DJ 土屋基）
- #3 原武史（明治学院大学国際学部教授）
- #4 宇都宮照信（元日本食堂ブルートレイン食堂車料理人、九州鉄道記念館館長）
- #5, 6 広田尚敬（鉄道写真家）
- #7, 8 横見浩彦
- #9 ［銚子電鉄探訪］
- #10 株式会社タイトー 豊田巧、津田洋介 （「電車でGO!」開発秘話と「鉄道ゼミナール JR編」紹介）
- #11, 12 ［近畿日本鉄道探訪］、豊岡真澄の最終出演で有ったが第1シーズンの終わりでも有ったためなのか?特に挨拶も無く終わっている
- #13, 14 スーパーベルズ （車掌DJ 野月貴弘、保線DJ 土屋基）、S-Flyer桜井DJ
- #15 - 19［四国の鉄道探訪］（森田の出演は#16,17のみ）(第19回のみ坪内政美（鉄道写真家)が登場）
- #20 - 22 ［北斗星の運行全駅分を模型で再現する企画］（南田と野月貴弘の二人で立案と準備。再現時には土屋基と森田もお手伝い）
- #23, 24 テツスポッツ in 東京（第24回のみ広田尚敬が登場）[1]
- #25 - 27 始発まで生テレビ（「朝まで生テレビ!」のパロディ。司会進行は松井康真アナウンサーと久野知美（ホリプロ）、論客は南田、横見、野月、テレビ朝日編成部の松瀬俊一郎、月刊IKKI編集長の江上英樹。（森田はミニコーナー「すうちゃんの鉄子の部屋」（#28も）のみ出演）
- #28 - 30 いすみ鉄道探訪（南田と社長公募に落選した豊田巧が探訪。豊田は「書類選考落選」と書かれたたすきを着用。後から森田も合流）
- #31, 32 有栖川有栖VS南田裕介　鉄道ミステリー対談
- #33 - 36  中国地方 国鉄車両徹底乗り鉄!（まもなく合流の予告は出るものの森田の出演は#36のみ）
- #37 - 40 大井川鉄道 徹底乗り鉄&撮り鉄
- #41 - 43 「カレチ」漫画家と岳南鉄道で描き鉄
- #44 - 49 北海道・全車両形式完全乗り鉄!
- 拝啓!!鉄道人2010スペシャル 中川礼二（中川家）#51まで
- #50 東京地下鉄博物館
- #51 京成スカイライナー
- #52 - 57 縦横無尽、完全乗りテツ九州編
- #58 - 60 日本最古の私鉄・南海電気鉄道特集
- #61 和歌山電鉄&本州最南端私鉄・紀州鉄道特集
- 拝啓!!鉄道人2011スペシャル 中川礼二#63まで、クイズの司会進行は武藤乃子（ホリプロ）、回答者（森田の助っ人）廣田琢也（関西大学大学院 鉄道研究会）
- #62 南田オススメ名古屋・鉄道系グルメ
- #63 名古屋のリニア・鉄道館を徹底解剖!
- #64, 65 鉄道人名物乗りテツの旅・中部地方編（伊勢鉄道、三岐鉄道）後藤悦夫（合資会社 後藤酒造場）
- #66 - 70 鉄道人名物乗りテツの旅・北陸編
- #71 春のスペシャル企画! 乗りテツの旅・卒業&新たな旅立ち編 第一弾〜箱根登山鉄道 ナレーターの松井アナも一緒に乗る（往路のみ）
- #72 春のスペシャル企画! 乗りテツの旅・卒業&新たな旅立ち編 第二弾〜卒業車両特集 ナレーターの松井アナも一緒に写真を撮る
- #73 春のスペシャル企画! 乗りテツの旅・卒業&新たな旅立ち編 第三弾〜伊豆急行特集
- #74 - 79 東北初上陸!! 南田・涼花『みちのくふたり旅』
- #80 - 83 そうだ! 京都と滋賀に行こう!! 2泊3日はんなり鉄道の旅
- #84, 85 秩父鉄道完全乗車! 南田流グルメ・ピクニック・ハイキング&鉄道の旅　ナレーターの松井アナも第84回の途中まで同行した

## 出演
- 豊岡真澄（#1 - #12）第1シリーズのみ
- 森田涼花（#13 - #85）第2シリーズ～第7シリーズ
- 南田裕介

## ナレーター
- 松井康真（テレビ朝日元アナウンサー。2011年7月1日の報道局ニュースセンター異動後も引き続き本番組を担当した）(実は鉄だったので第6シリーズの終盤から何度かロケに参加した)

## スタッフ
- 監修 : 南田裕介（ホリプロ）／松瀬俊一郎（テレビ朝日）
- プロデューサー : 砂金政良（テレビ朝日）／藤原努（ホリプロ）
- 構成作家 : 蒲田幸成
- ディレクター : 津金亜貴子／関口瞳／馬場晃
- アシスタントディレクター : 本田裕美／城間祥子
- 制作 : テレビ朝日、ホリプロ